# Exalloniscus thailandensis
Exalloniscus thailandensis is een pissebed uit de familie Oniscidae. De wetenschappelijke naam van de soort is voor het eerst geldig gepubliceerd in 1987 door Dalens.